# Intel·ligència artificial als videojocs
En el món dels videojocs, la intel·ligència artificial podria veure's com les tècniques emprades per a dissenyar el comportament de què es coneix com a Personatges No Jugadors (PNJ), és a dir, aquells personatges controlats pel director del joc o game master. No obstant això, aquesta definició ha canviat per a ampliar-se, ja que la IA no únicament controla personatges, també pot emprar-se per al disseny de mapes o nivells o, fins i tot, per a la creació d'un joc des de zero.

## Característiques dels jocs amb bona intel·ligència artificial
La Intel·ligència Artificial presenta particularitats quan s'aplica a la creació de videojocs, destacant el seu ús per a finalitats lúdiques:
- En els videojocs, la IA només té una funció d’entreteniment.
- No està subjecta a judicis morals ni a valors ètics com en altres àmbits.
- La IA per a videojocs no requereix precedents per crear noves experiències des de zero.
- Permet un comportament més humà i realista durant les partides.

## Les IA per a la creació de videojocs
L’ús d’IA ha transformat diversos aspectes en el desenvolupament de videojocs:
- Jocs procedimentals: Utilitzen IA per generar contingut i gràfics automàticament, fent-los cada cop més realistes.
- Remasterització de jocs: Permet actualitzar títols clàssics de manera automatitzada amb resultats excel·lents.
- Jocs clàssics amb bona Intel·ligència Artificial

La IA continua revolucionant la jugabilitat, disseny i programació, millorant la qualitat global dels videojocs i oferint experiències més immersives.
- Half-Life 2: en aquest joc unes paneroles s'abalançaven sobre els enemics per a devorar-lo. Ho feien de manera independent, sense funcionar com un bloc.
- Medal of honor: es tracta d'un joc de PSX, en ell, els enemics es protegien els uns als altres per a cobrir-se i retornar les granades que llançava el jugador o fins i tot es posaven sobre elles per a salvar als seus companys.
- Crysis: aquest joc va arribar a posar en dificultats als ordinadors de l'època pel seu potent apartat gràfic. És un clar exemple de l'ús de IA, ja que els enemics actuaven amb base en els moviments del jugador.
- Forza Mortorsport: en aquest joc es va desenvolupar la IA per a la conducció mitjançant l'adaptació del vehicle a l'estil del jugador.